# Großformate (Wegebelag)

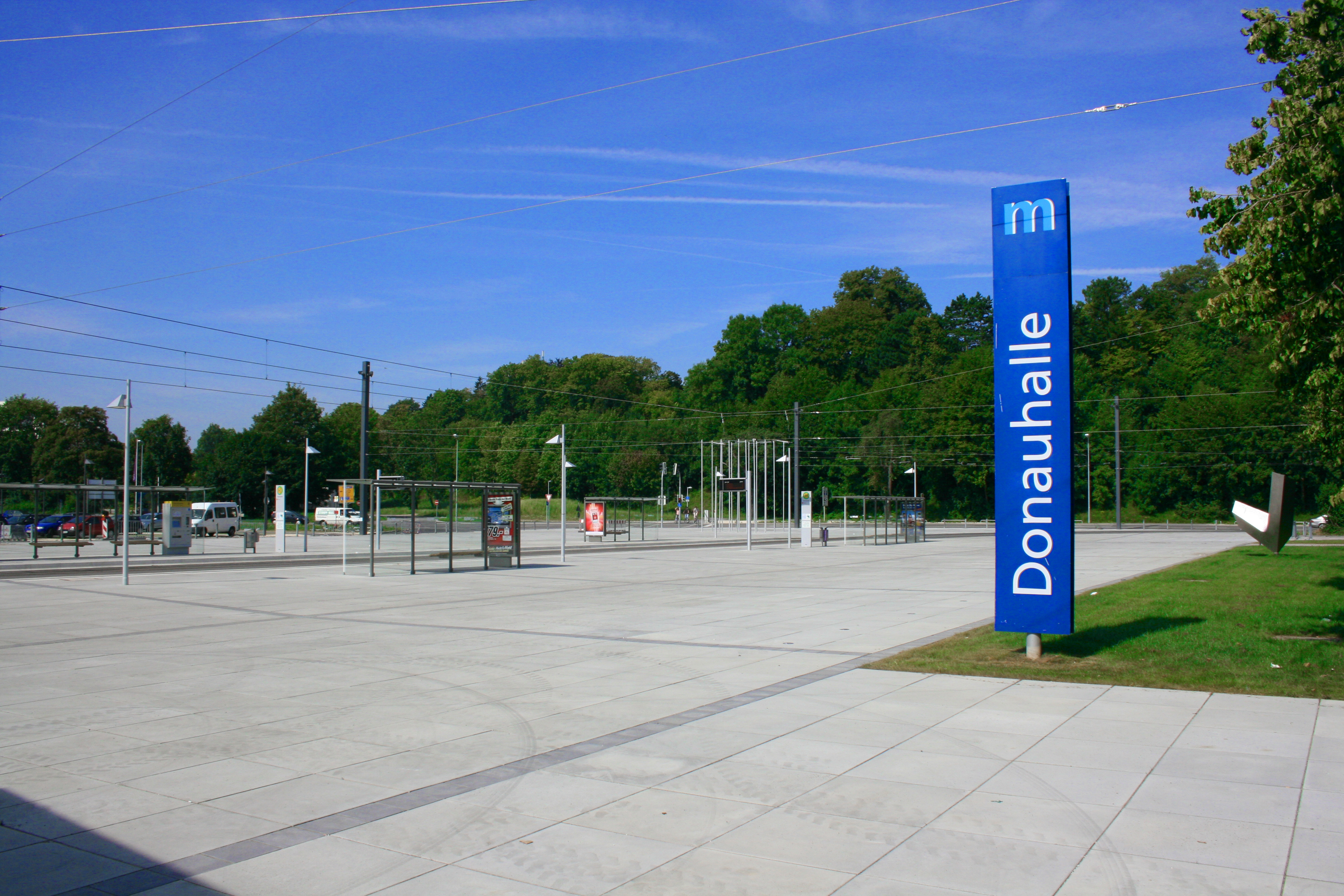
Großformate – Donauhalle Ulm

Als Großformate wird ein Belag für Verkehrsflächen im Straßen- und Wegebau bezeichnet. Großformate sind laut dem Merkblatt Großformate genormte Pflastersteine oder Platten ab einer Kantenlänge von 400 mm und einer Mindestdicke von 12 cm. Die Gesamtlänge der Großformate beträgt im Rahmen des FGSV Merkblattes maximal 1250 mm. Als Vertragsgrundlage für die Verlegung kann die DIN 18318 verwendet werden, da sie keine Längenbegrenzung der einzusetzenden Baumaterialien enthält. Allerdings sollten spezifische Anforderungen zur Verlegung und zu den Bauprodukten im Leistungsverzeichnis aufgeführt werden. Ergänzend zum Normenwerk hat der Betonverband Straße, Landschaft, Garten e. V. ein Merkblatt über die fachgerechte Dimensionierung und Verarbeitung von großformatigen Elementen aus Beton veröffentlicht.
Großformate werden auch mit Bauteillängen über 1250 mm als Flächenbefestigung verbaut. Diese Elemente können Bauteillängen bis zu 3 m aufweisen und sollten statisch nach Westergaard nachgewiesen werden. Die zulässigen Belastungsklassen unterscheiden sich von den Großformaten bis 1250 mm Länge.
Großformatige Elemente wurden schon im Altertum als Flächenbefestigung eingesetzt und haben in den letzten Jahrzehnten eine zunehmende Bedeutung in innerstädtischen Bereichen mit erhöhten gestalterischen Ansprüchen erlangt. In Deutschland werden im Zuge der Neu- und Umgestaltung von Fußgängerzonen sowie weiteren repräsentativen Flächen im kommunalen und privaten Umfeld oftmals Großformate eingesetzt.
Verkehrsflächen mit Großformaten unterscheiden sich aufgrund der größeren Abmessungen von Pflasterdecken und Plattenbelägen nach der ZTV Pflaster-Stb. Großformate für den Straßen- und Wegebau werden aus Naturstein, Beton oder einer Kombination beider Materialien – so genannter Mehrschichtplatten – hergestellt.

## Geschichte

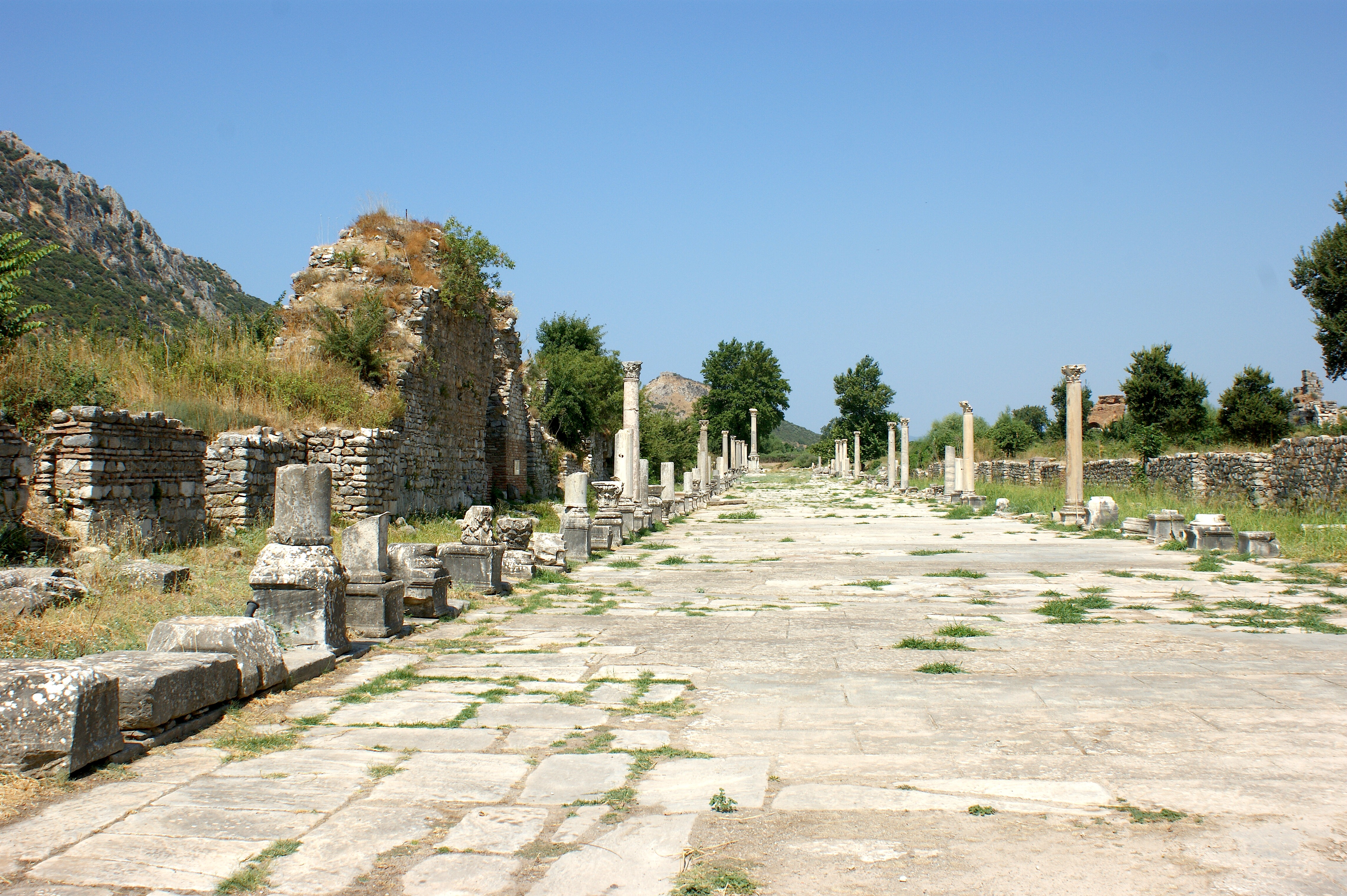
Großformate – Ephesus

Großformate aus Naturstein wurden schon im Altertum in Mesopotamien vor allem auf repräsentativen Flächen und Prozessionsstraßen verwendet. Nebukadnezar ließ um 600 v. Chr. in Babylon am Ischtar-Tor Kalksteinplatten im Format 105/105/34 verlegen. Jede dieser Platten hatte an der Unterseite eine Signatur mit dem Namen Nebukadnezar II. Beiderseits dieser Großformate lagen Bürgersteige mit Brekzienplatten 66/66/20.
Im Römischen Reich wurden ebenfalls großformatige Elemente eingesetzt. Der Fahrbelag, u. a. pavimentum (lat. für: "Estrich") genannt, bestand oftmals aus etwa 60 × 60 cm großen und 25 cm dicken Steinplatten aus Basalt. Es sind auch weitere Formate und Materialien des römischen Straßenbaus überliefert. Im 5. Jahrhundert n. Chr. entstand in Ephesos die 550 m lange Arcadiusstraße (Hafenstraße) mit Marmorplatten im Format 100/60. In römischen Foren wurden neben Estrich auch Plattenformate aus Naturstein verbaut. Wo keine Steinbrüche in der Nähe vorhanden waren, wurden auf den Gehwegen Ziegel in den Formaten 70/70 und häufiger 55/55/4 verwendet.
In deutschen Städten wurden in Gehwegbereichen großformatige Granitplatten verwendet. Diese auch Krustenplatten genannten Natursteine hatten eine eben geschnittene Oberseite, während die gewölbte Unterseite grob behauen wurde. Durch die Form der Unterseite ergab sich eine hohe Stabilität der Platten. In Berlin wurden ab dem 19. Jahrhundert derartige Platten gegen Feldsteine zur Erzielung einer besseren Begehbarkeit ausgetauscht. Die mittig in Gehwegen verlegten Granitplatten wurden meist beidseitig durch Pflastersteine eingefasst.

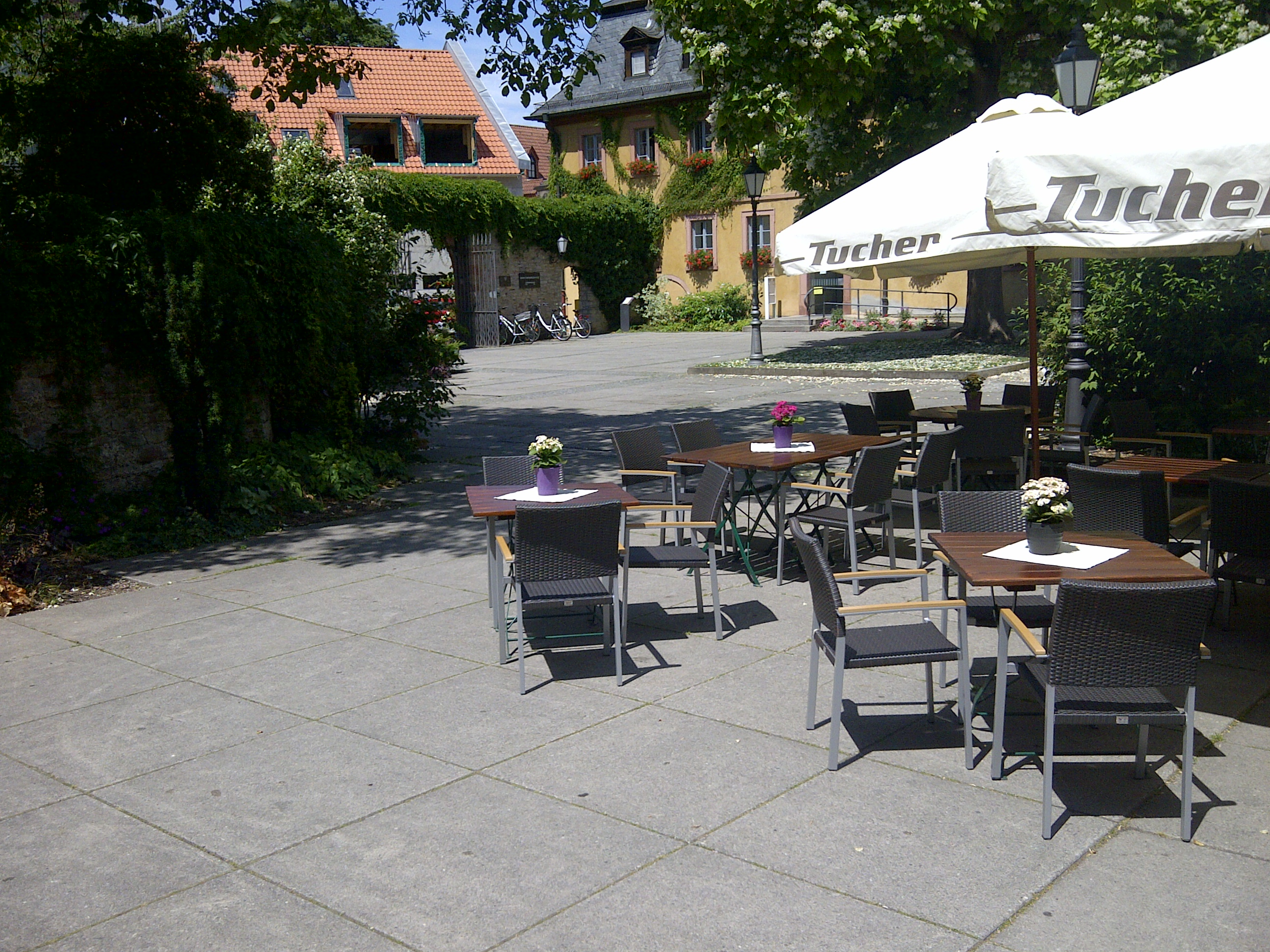
Großformate – Rathausplatz Veitshöchheim

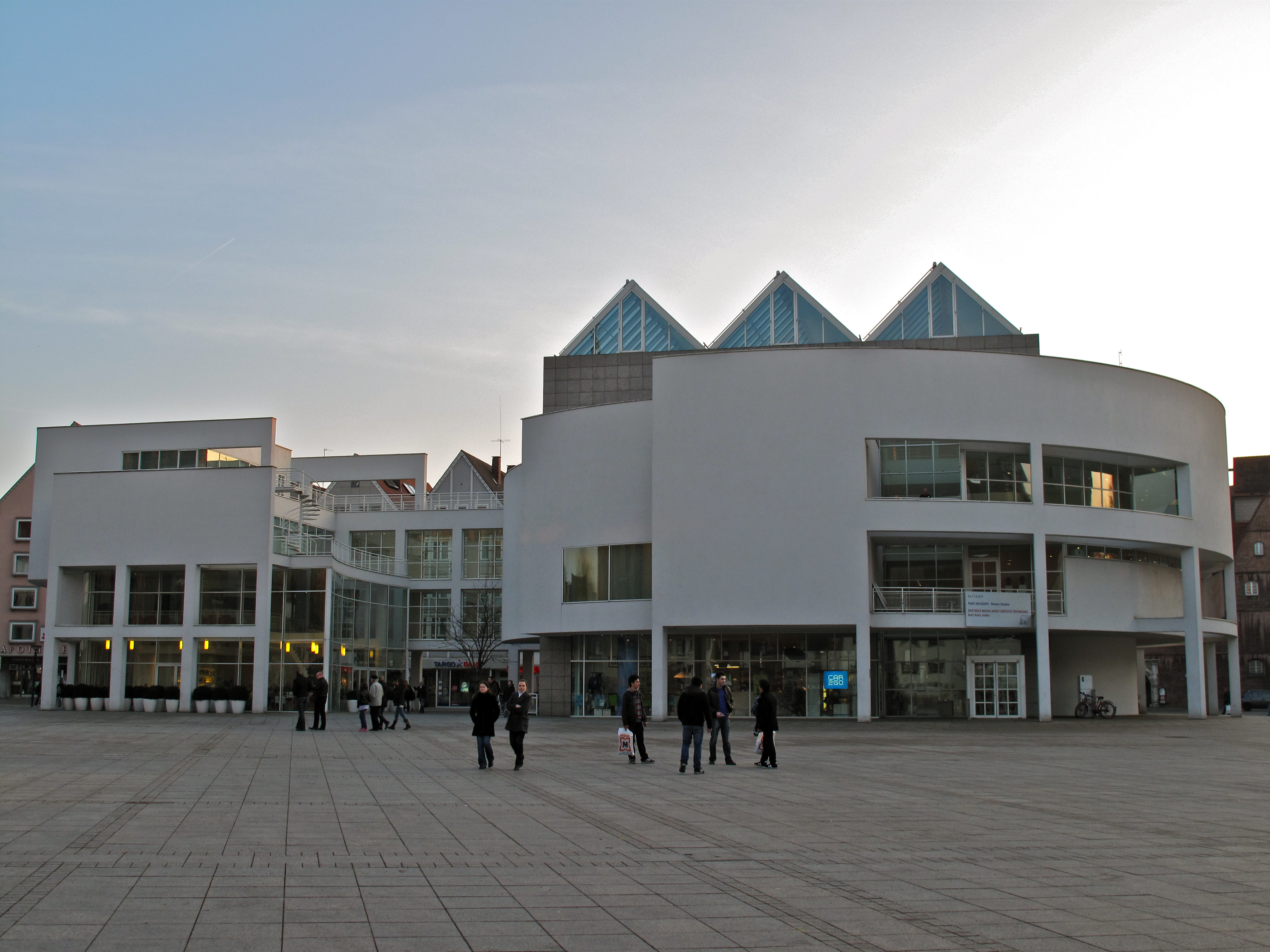
Stadthaus am Münsterplatz in Ulm

Die Große Straße als Teil des Reichsparteitagsgelände in Nürnberg wurde nach Plänen von Albert Speer 1939 weitestgehend mit Großformaten aus Granit fertiggestellt und 1991–1995 saniert. Die Kantenlänge der verwendeten Großformate beträgt 1,20 m. Es wurden Bauteildicken von 10 cm bzw. 12 cm benutzt.
In der DDR gelangte etwa seit 1970 die Tauchaer Platte zu umfangreicher Bedeutung. Die Tauchaer Platte wurde meist mit einem Standardmaß von 120/120 cm in 10 cm Dicke hergestellt und konstruktiv für den Transport bewehrt. Die Verlegung erfolgte direkt auf einer Zementstabilisierung, welche in etwa einer HGT (hydraulisch gebundene Tragschicht) entsprach. Der Einsatzbereich der Großformate waren sowohl gestalterisch hochwertige Flächenbefestigungen, als auch Industrieflächen.
In Westdeutschland wurden in den 70er Jahren deutlich seltener großformatige Elemente für Flächenbefestigungen genutzt. Eines der erhaltenen Projekte ist der Rathausplatz in Veitshöchheim. Der Rathausplatz wurde 1972 mit Großformaten aus Beton im Format 100/100 in 7 cm Dicke verlegt. Die Betonplatten wurden aufgrund der zu erwartenden Frost- und Tausalzexposition in der Betongüte B 600 hergestellt. Dies entspricht nach heutigen Maßstäben einer Druckfestigkeitsklasse zwischen C50/60 und C55/67.
Großformate moderner Definition, also mit auf die Belastung abgestimmter Bauteildicke, wurden erstmals 1993 am Ulmer Münsterplatz auf Basis umfangreicher wissenschaftlicher Belastungstests eingesetzt. Am Ulmer Münsterplatz wurden großformatige Mehrschichtplatten mit der Oberfläche „Rosa Dante“ in verschiedenen quadratischen Formaten bis zu einer Kantenlänge von 60 cm mit einer Bauteildicke von 16 cm eingesetzt. Die Großformate am Münsterplatz wurden kreuzfugig mit 8 mm Fugenbreite auf einer 20 cm dicken Drainbetontragschicht mit Geotextil verlegt. Im Bereich des nördlichen Münsterplatzes und der Kramgasse liegen Mehrschichtplatten im Format 60/40/16. Im Erweiterungsbereich des Münsterplatzes zur Neuen Straße wurden 2004 Granitplatten auf etwa 200 m² verlegt.

## Bauprodukte
Großformate können Betonsteine nach DIN EN 1338, Betonplatten nach DIN EN 1339 oder Natursteinplatten nach DIN EN 1341 sein. Mehrschichtplatten unterliegen keiner Norm. Aufgrund der höheren Anforderungen dieser Bauweise sollten spezifische Besonderheiten bei den Anforderungen an die Bauprodukte beachtet werden.

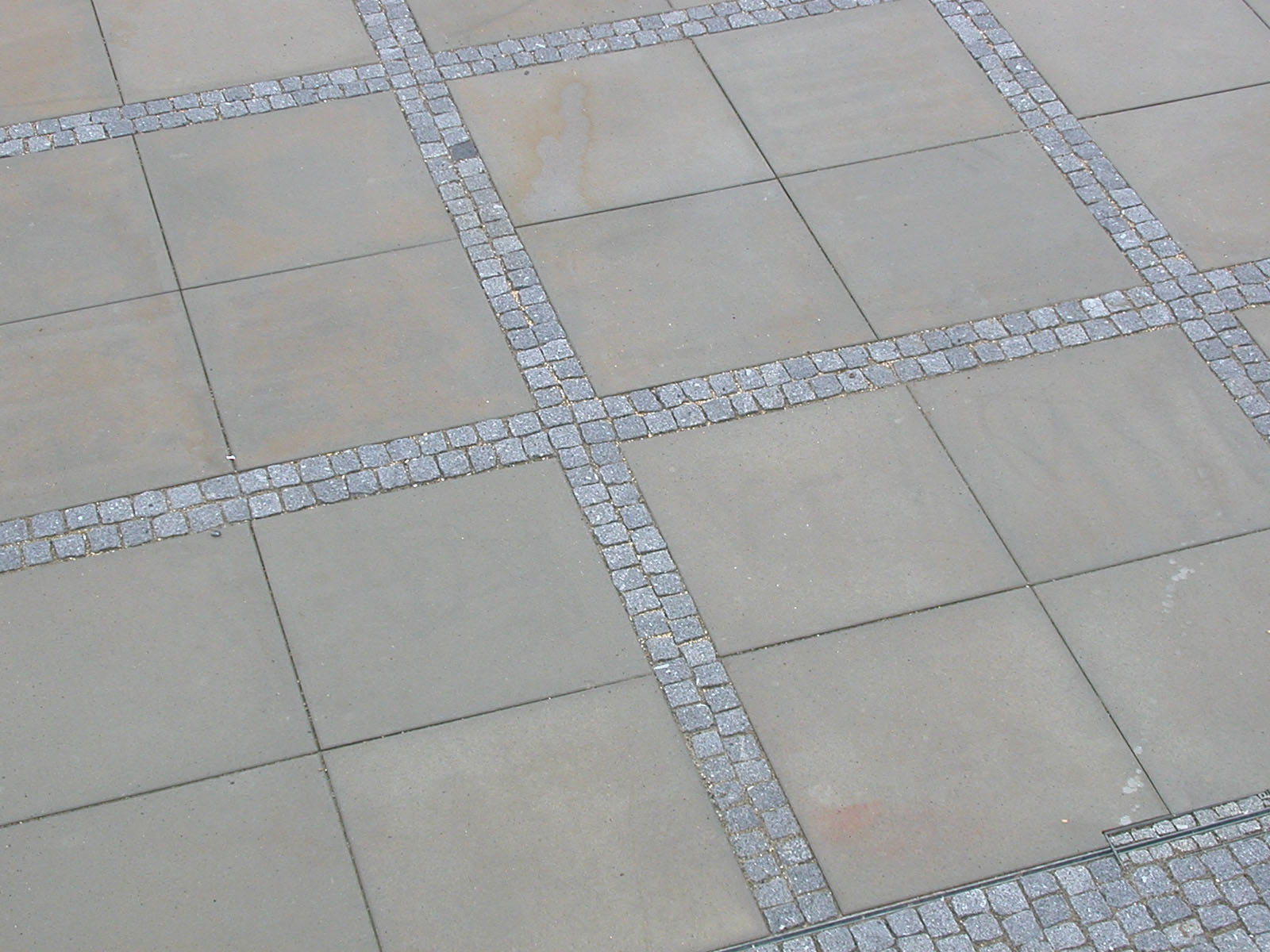
Großformate – Betonplatten in Kombination mit Naturstein

### Großformate aus Beton (Maschinenfertigung)
Großformatige Elemente aus Beton (nach DIN EN 1338 bzw. DIN EN 1339) sollten mit erhöhten Anforderungen an die Maßhaltigkeit hergestellt werden. Die zulässigen Abweichungen von der Länge, Breite und Höhe sollten maximal ± 2 mm betragen. Aufgrund der hohen Maßanforderungen und unabdingbarer Fertigungstoleranzen sollten Großformate aus Beton kalibriert – also auf Höhe geschliffen – werden. Unabhängig von der für das Bauteil zugrunde liegenden Norm sollte eine charakteristische Mindestbiegezugfestigkeit 5 MPa zugrunde gelegt werden. Großformatige Elemente aus Beton können mit angeformten Verschiebesicherungen und unterseitigen Profilierungen zur Sicherung der Lagestabilität hergestellt werden.

### Großformate aus Beton (Handfertigung)
Großformatige Elemente (nach DIN EN 13198) mit Bauteillängen bis zu 4 m werden meist in passgenauen Schalungen mit Beton C 30/37 oder C 35/45 gegossen. Großformate in Handfertigung sollten mit erhöhten Anforderungen an die Maßhaltigkeit und die Betongüte hergestellt werden. Die zulässigen Abweichungen von der Länge, Breite und Höhe sollten maximal ± 3 mm betragen. Der zulässige Frost- und Tausalzwiderstand (Slap-Test) sollte auf 500 g/m² (Mittel) begrenzt werden. Dies erfordert meist die Zugabe von Betonzusatzmitteln. Unabhängig von der Druckfestigkeit, sollten Großformate in Handfertigung eine charakteristische Mindestbiegezugfestigkeit mindestens 5 MPa aufweisen. Die Bemessung dieser Elemente erfolgt über die Finite-Elemente-Methode bzw. einer Bemessung nach Westergaard. Dabei darf die zulässige Dehnfähigkeit des Betons von 0,1 mm/m nicht überschritten werden – Bewehrungseinlagen sollten nur konstruktiv für die Rissbegrenzung für Schwindrisse eingesetzt werden. Großformatige Elemente in Handfertigung können mit angeformten Verschiebesicherungen und unterseitigen Aufrauungen zur Sicherung der Lagestabilität hergestellt werden.

### Großformate aus Naturstein
Großformatige Elemente aus Naturstein (nach DIN EN 1341) sollten mit erhöhten Anforderungen an die Maßhaltigkeit hergestellt werden. Die zulässigen Abweichungen von der Länge, Breite und Höhe sollten maximal ±2 mm betragen. Darüber hinaus sollte bei Großformaten aus Naturstein aufgrund unterschiedlicher Materialfestigkeiten vor dem Einsatz eine statische Berechnung erfolgen. Gesägte Seitenflächen und ggf. glatte Unterseiten sind aufzurauen, da geschnittene, glatte Flächen, aufgrund mangelhafter Kraftübertragung mit dem Bettungs- und Fugenmaterial sehr schadensrelevant sind. Hinsichtlich der Materialeigenschaften (Witterungswiderstand, Wasseraufnahme und Farbverhalten) sind im Vorfeld belastbare Untersuchungen durchzuführen. Natursteine weisen in der Regel eine gute Ökobilanz auf, allerdings sind angemessene soziale Standards nicht immer sichergestellt.

### Mehrschichtplatten
Mehrschichtplatten sind Verbundelemente, bei denen oberflächenbearbeitete Natursteinplatten in Dicken von 2 cm bis 4 cm auf einem Betonsockel aufgebracht werden. Die Verbindung wird meist mit frischem, nicht erstarrten Beton durchgeführt, dabei wird meist die Natursteindeckplatte unterseitig mit Haftschlämme vorbehandelt. Die Natursteindeckplatte kann unterseitig zur Verbesserung der Hafteigenschaften profiliert werden. Mehrschichtplatten sind keine genormten Bauteile, daher sollten die einschlägigen Natursteinnormen Grundlage für die Bauteile sein. Folgende Kennwerte sollten für die fertige Mehrschichtplatte gefordert werden:
- Haftzugfestigkeit > 1,5 MPa
- Biegezugfestigkeit > 6 MPa
- Druckfestigkeit > 55 MPa

## Dimensionierung

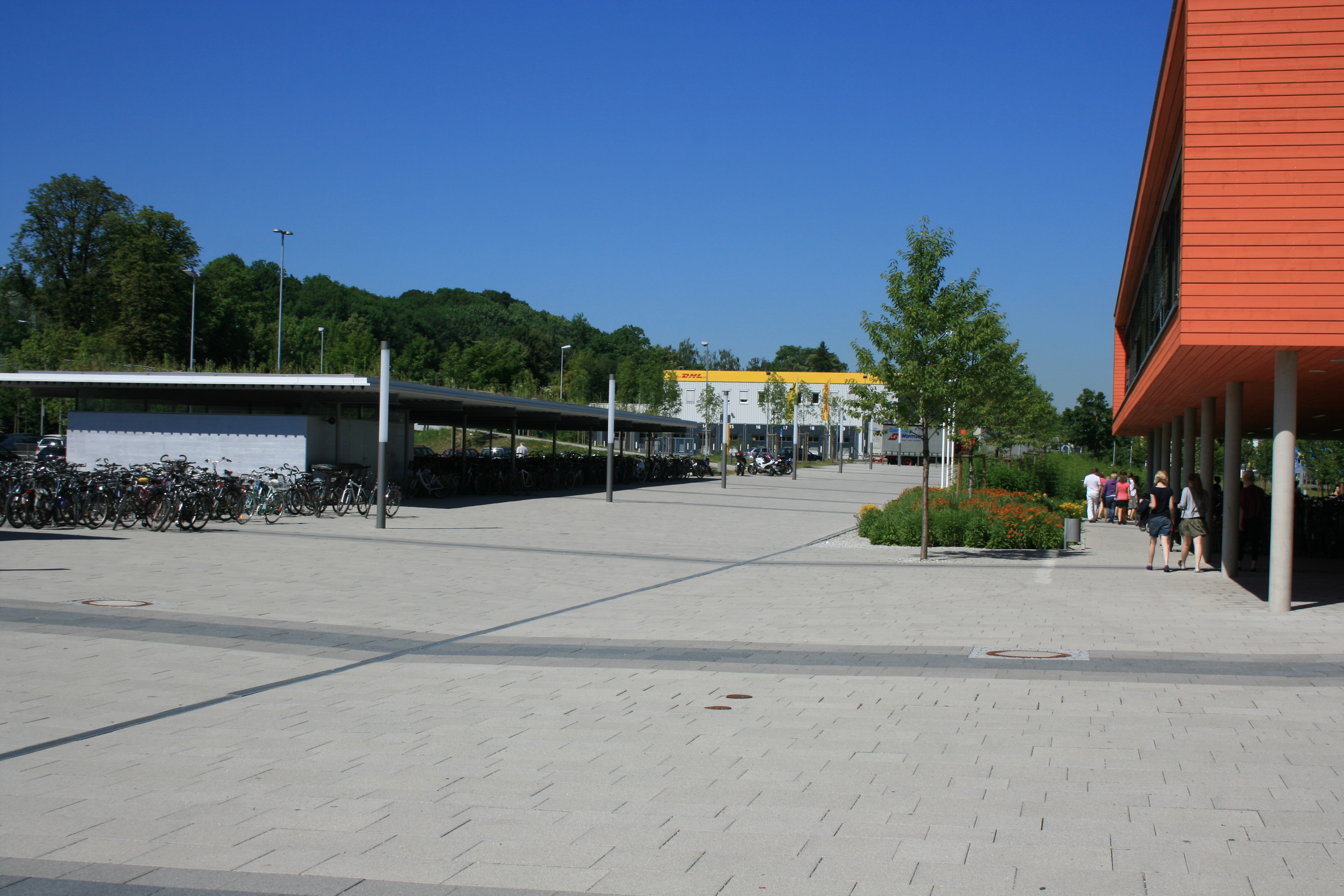
Schulzentrum, Fürstenfeldbruck – Formatmix bis 60 cm Bauteillänge. Das Objekt wurde in 10 cm Dicke für eine fußläufige Flächenbefestigung und als Feuerwehrzufahrt dimensioniert

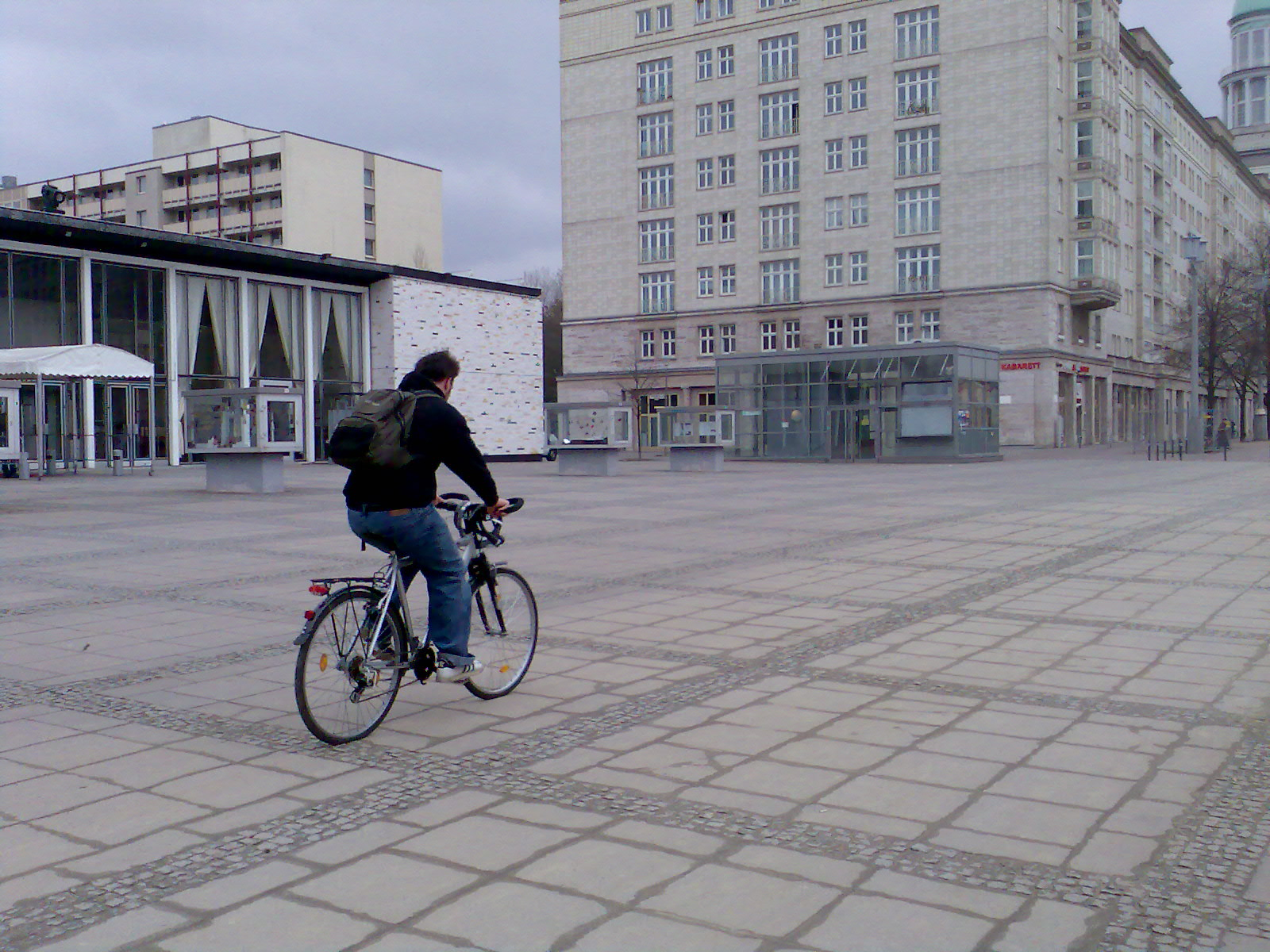
Kosmos Filmtheater, Berlin – Gebrochene Platten aufgrund unzureichender Dimensionierung

Großformate müssen abhängig von der Belastung dimensioniert werden. Neben einer statischen Komponente, muss bei der Dimensionierung vor allem die dynamische Belastung des Verkehrs dauerhaft abgetragen werden. Die Bauteildicken, aufgrund der dynamischen Belastungen des Verkehrs, wurden empirisch anhand realisierter Objekte abgeleitet. Ergänzt wird die Dimensionierung der Großformate in einer statischen Betrachtung durch eine Berechnung der Bruchlast, die Finite-Elemente-Methode bzw. einer Bemessung nach Westergaard. Durch die Berechnungen kann man zuverlässige Werte für die Mindestdicke der Elemente abhängig von der Belastungsgröße bzw. vom Schlankheitsgrad erhalten.
Die veröffentlichten Bemessungskonzepte sind eher konservativ und betonen die Betriebssicherheit. Für Großformate ab einer Länge von 1250 mm müssen Einzelnachweise erfolgen. Der Schlankheitsgrad der Großformate wird entweder begrenzt oder durch einen statischen Nachweis sichergestellt. Die Bauteildicke der Großformate wird ab einem Verhältnis von Nennlänge/Nennbreite von 0,5 signifikant beeinflusst. Im Merkblatt „Großformate“ wird eine Mindestdicke von 14 cm für Verkehrsflächen bereits ab der Belastungsklasse Bk 0,3 gefordert. In höheren Belastungsklassen bzw. bei größeren Bauteilabmessungen sind nach dem Merkblatt "Großformate" Bauteildicken bis zu 18 cm vorgesehen.
| Belastungsklasse | Belastung                                    | Bauteildicke (lmax < 60 cm) 1 | Bauteildicke (lmax > 60 cm) 1 | Bruchlast |
| ---------------- | -------------------------------------------- | ----------------------------- | ----------------------------- | --------- |
| Fußläufig        | Feuerwehrzufahrt, gelegentlicher PKW-Verkehr | 10 cm                         | 12 cm                         | > 22,5 kN |
| Bk 0,3 2         | PKW-Verkehr mit seltener Schwerlastnutzung   | 12 cm                         | 14 cm                         | > 30 kN   |
| Bk 0,3           | PKW-Verkehr mit geringem Schwerlastanteil    | 14 cm                         | 16 cm                         | > 35 kN   |
| Bk 1,0           | gelegentlicher Schwerverkehr                 | 18 cm 3                       | 18 cm                         | > 45 kN   |
| Bk 1,8           | Schwerverkehr, Fußgängerzone                 | 18 cm                         | –                             | > 45 kN   |

## Konstruktion
Für Bauweisen mit großformatigen Elementen bieten sich drei verschiedene Konstruktionsvarianten an. Bei allen Aufbauten sollten erhöhte Anforderungen an die Ebenheit mit einer zulässigen Abweichung von ± 1 cm auf eine 4 m Messstrecke gestellt werden.

### Konventionelle Tragschicht
Die Verlegung der Großformate (Belag oder Decke) erfolgt auf ungebundenen Tragschichten. Der Oberbau muss jedoch höheren Anforderungen hinsichtlich der Verformungsstabilität und der Ebenheit genügen. Für die Belastungsklasse Bk 0,3 sollte für die obere Tragschicht abweichend von der RStO ein Verformungsmodul Ev2 > 150 MN/m² und für die Belastungsklassen Bk 1,0 und Bk 1,8 ein Verformungsmodul Ev2 > 180 MN/m² gewählt werden.
Die Dimensionierung des Oberbaus sollte nach RStO 12 abhängig von den erhöhten Tragfähigkeitsanforderungen erfolgen.

### Gebundene Tragschicht
Höhere Tragfähigkeitsanforderungen können mit einer „Mischbauweise“ aus wasserdurchlässiger gebundener oberster Tragschicht und der ungebundenen Verlegung der Belagselemente erzielt werden (Tab. 2 – Variante 2). Es können Drainbeton- und Drainasphalttragschichten nach dem Merkblatt „Versickerungsfähige Verkehrsflächen“ (Entwurf) zum Einsatz kommen. Dieser Aufbau hat insbesondere bei kritischen Untergrundverhältnissen und höherer Verkehrsbelastung Vorteile. Die langfristige Ebenheit einer auf biegesteifen Tragschichten gegründeten Verkehrsfläche ist einer auf konventionellen Tragschichten gegründeten Flächenbefestigung überlegen.

### Gebundene Bauweise
Über die gebundene Bauweise liegen derzeit nur unzureichende Langzeiterfahrungen vor. Im Merkblatt „Großformate“ wird diese Bauweise nicht behandelt.

## Ausführung

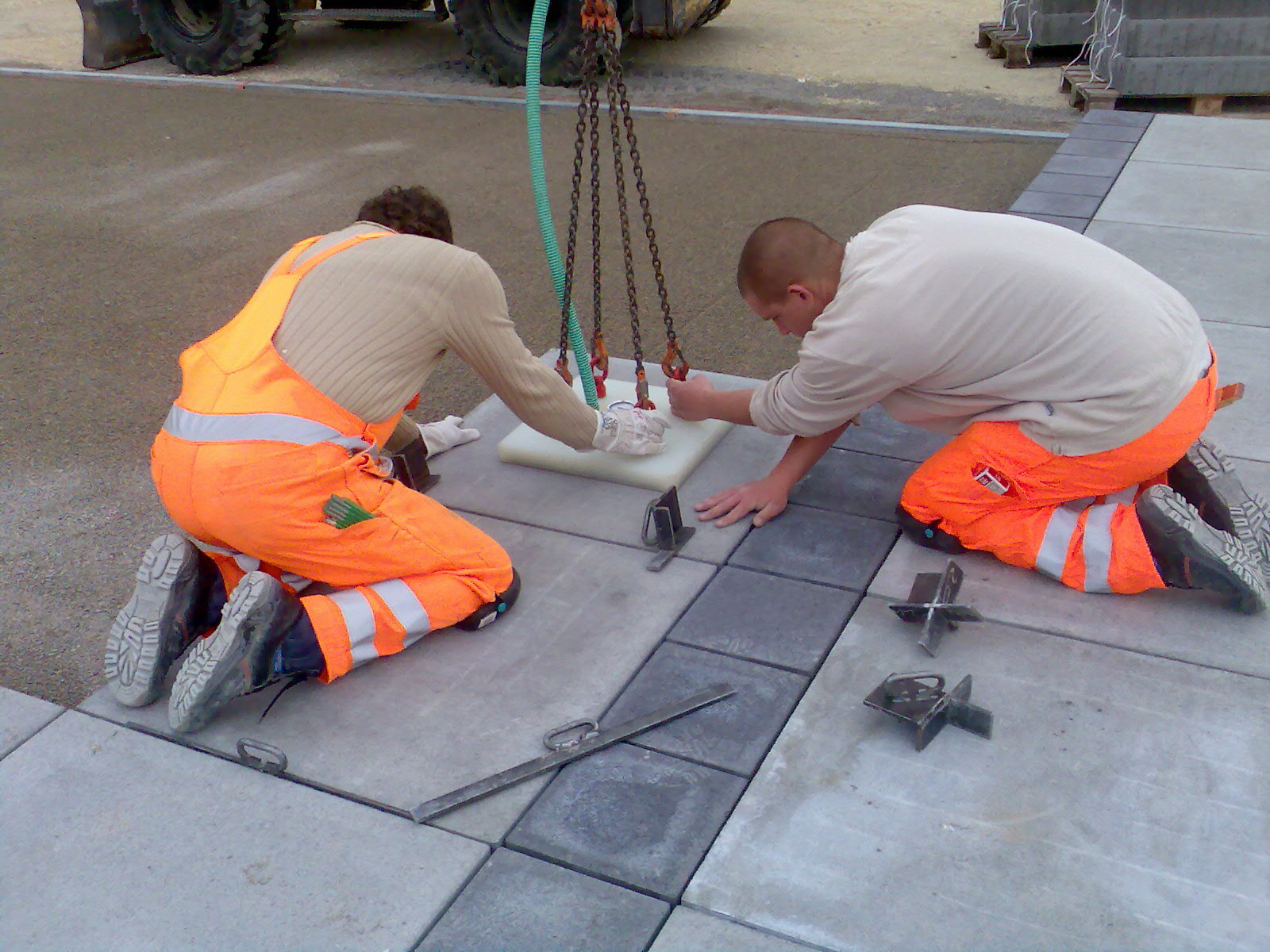
Großformate – Verlegung Donauhalle Ulm

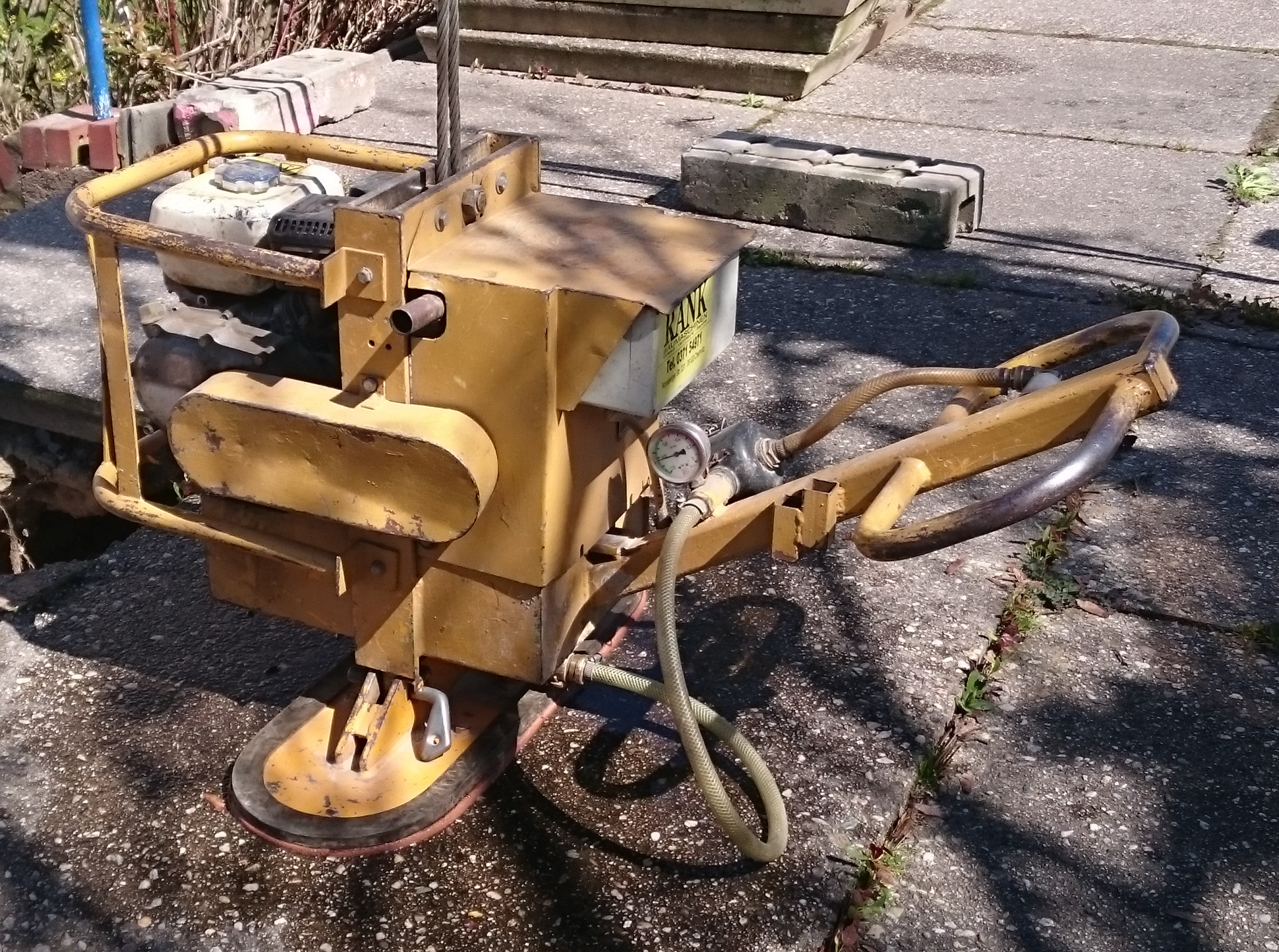
Vakuum Hebegerät für die Verlegung von Großformatplatten

### Verlegung
Die Verlegung der Großformate erfolgt meist mittels eines Vakuum-Hebegerätes. Das Vakuum-Hebegerät ist auf die Last der Platten abzustimmen und bodennah zu bewegen. Um die großformatigen Belagselemente höhengleich verlegen zu können, müssen diese parallel zur Unterlage abgelegt werden. Baustoffgemische der Korngruppe 0/5 mit einem Sandanteil von etwa 30 % haben sich als Bettungsmaterial bewährt. Die Bettungsdicke sollte im verdichteten Zustand abweichend von der DIN 18318 im Mittel 3 cm (± 1 cm) betragen, um Biegebeanspruchungen durch ein möglichst unnachgiebiges Auflager zu reduzieren. Bei größeren Überständen sind die Betonplatten aufzunehmen, die Bettung nachzurichten und die Belagselemente erneut zu versetzen. Der gerade Verlauf der Fugenachsen muss durch eine ausreichende Anzahl von Hilfsschnüren ständig kontrolliert werden, hierzu ist ein lokales Koordinatensystem hilfreich. Die Fugenbreiten müssen aufgrund der Bauteildicken in Anlehnung an die DIN 18318 auf 8 mm (± 2 mm) vergrößert werden, um eine ordnungsgemäße Verfüllung und somit eine optimale Kraftübertragung der Fugen zu erreichen. Das Verfüllen der Fugen erfolgt kontinuierlich mit dem Fortschreiten der Verlegearbeiten. Beim abschließenden Einschlämmen der Fugen mit feineren, gebrochenen Baustoffgemischen, sollten geeignete, dauerelastische Fugenstabilisatoren beigegeben werden. Die breiteren Fugen erleichtern ein Austragen des Fugenmaterials durch den Verkehr. Das abschließende Einschlämmen der Fugen erfolgt nach dem Verdichten. Es dürfen nur farblich abgestimmte, bzw. nicht färbende Gesteinskörnungen zum Einschlämmen benutzt werden.

### Verdichten
Großformatige Elemente werden durch das Verdichten stabilisiert. Beim Verdichten der Betonelemente sollten Rüttelplatten mit einem Rollensatz oder solche mit einer sogenannten Platten-Gleit-Einrichtung verwendet werden. Bei großformatigen Bauteilen empfiehlt es sich zwei Rüttelgänge durchzuführen, da derartige Belagselemente oftmals empfindlich auf Fugenverschiebungen reagieren. Der erste Verdichtungsgang sollte nach der ersten Fugenverfüllung mit einem leichten Verdichtungsgerät erfolgen. Nach erneuter Verfüllung der Fugen – bei Großformaten aus Naturstein ggf. auch unter Wasserzugabe – sollte der Belag mit schwereren Rüttelplatten nachverdichtet werden. Das Betriebsgewicht der Vibrationsplatten für den zweiten Rüttelgang orientiert sich in Abhängigkeit von der Plattenstärke.

## Normen und Richtlinien

### Europäische Normen
- DIN EN 1338 Pflastersteine aus Beton – Anforderungen und Prüfverfahren
- DIN EN 1339 Platten aus Beton – Anforderungen und Prüfverfahren
- DIN EN 1341 Pflasterplatten aus Naturstein für Außenbereiche – Anforderungen und Prüfverfahren
- DIN EN 1342 Pflastersteine aus Naturstein für Außenbereiche – Anforderungen und Prüfverfahren
- DIN EN 1344 Pflasterziegel – Anforderungen und Prüfverfahren

### Deutschland
- DIN 18318 Verkehrswegebauarbeiten – Pflasterdecken und Plattenbeläge in ungebundener Ausführung, Einfassungen
- Zusätzliche Technische Vertragsbedingungen und Richtlinien zur Herstellung von Pflasterdecken, Plattenbelägen und Einfassungen (ZTV Pflaster-StB 06)
- Technische Lieferbedingungen für Bauprodukte zur Herstellung von Pflasterdecken, Plattenbelägen und Einfassungen (TL Pflaster–StB 06)
- Richtlinien für die Standardisierung des Oberbaues von Verkehrsflächen (RStO 12)
- Merkblatt für Flächenbefestigungen mit Großformaten (MFG, FGSV 619)
- Arbeitspapier – Flächenbefestigungen mit Pflasterdecken und Plattenbelägen in gebundener Ausführung (FGSV 618/2)
- DNV – Merkblatt 10/2002
- SLG – Merkblatt Plattenbeläge aus Beton für befahrbare Verkehrsflächen 01/2021
- QS-Pflaster – 10 Qualitätsmerkmale für ungebundene Belagsflächen mit Großformaten aus Beton- und Naturstein mit einer Mindestdicke von 12 cm